# Giulia e Sesto Pompeo
Giulia e Sesto Pompeo is een opera in twee bedrijven van de Italiaanse componist Carlo Soliva op een libretto van Benedetto Perotti die voor het eerst werd opgevoerd in 1818 in het Teatro alla Scala in Milaan.

## Inhoud
Ottavio (tenor) heeft met medewerking van Marc Antonio (bas) Caesar verslagen en diens dochter Giulia (sopraan) gevangengenomen. Marc Antonio heeft zijn vrouw Fulvia (sopraan) verstoten. Ottavio is verliefd op Giulia, die op haar beurt verliefd is op Sesto Pompeo (mezzosopraan), die haar liefde beantwoordt en samenzweert tegen Ottavio. Fulvia besluit hen te helpen. Aufido (tenor) is Pompeo's vriend, die in Ottavio's kamp geïnfiltreerd is. 's Nachts sluipt Pompeo het kamp binnen en vanwege de duisternis vermoordt hij per ongeluk Aufido, in plaats van Ottavio. Ottavio wil Pompeo laten executeren en Giulia met geweld overmeesteren, maar haar smeekbeden doen zijn hart smelten. Hij vergeeft iedereen, waarna hij de verbintenis tussen Giulia en Pompeo zegent.

## Opname
- CPO 999 825-2: Orchestra della Svizzera Italiana o.l.v. Angelo Campori, met Francesca Pedaci, Elisabetta Scano, Carlo Vincenzo Allemano, Patricia Spence, Carlo Bosi en Donate di Stefano.